# Sinocallipus simplipodicus
Sinocallipus simplipodicus är en mångfotingart som beskrevs av Zhang 1993. Sinocallipus simplipodicus ingår i släktet Sinocallipus och familjen Sinocallipodidae. Inga underarter finns listade i Catalogue of Life.